# Y. A. Tittle
Yelberton Abraham Tittle Jr. (Marshall, Texas, 1926. október 24. – Stanford, Kalifornia, 2017. október 8.) amerikai amerikaifutball-játékos.

## Pályafutása
1948 és 1950 között a Baltimore Colts, 1951 és 1960 között a San Francisco 49ers, 1961 és 1964 között a New York Giants játékosa volt. Hétszer szerepelt a Pro Bowl mérkőzésen.
1978 és 1998 között ötven filmben illetve tv-sorozatban szerepelt.

## Sikerei, díjai
- Pro Bowl: 7× 1953, 1954, 1957, 1959, 1961–1963
- AP NFL Most Valuable Player (1963)
- San Francisco 49ers Hall of Fame
- New York Giants Ring of Honor